# Fiat Tagliero
Fiat Tagliero är en tidigare bensinstation i Asmara i Eritrea. Den ritades av den italienska arkitekten Giuseppe Pettazzi i futuristisk stil och har kallats "världens vackraste bensinstation".
Bensinstationen byggdes 1938 i armerad betong vid en av stadens största vägkorsningar och påminner om ett flygplan. De lokala myndigheterna krävde att de 15 meter långa "vingarna" skulle stöttas av pelare men  Pettazzi vägrade och när byggnadsställningarna skulle rivas sägs han ha hotat byggbasen med  pistol för att få arbetarna till att ta bort stöttorna.
Byggnaden, som har fått namn efter den tidigare ägaren Fiat, innehöll själva bensinstationen med ett kontor på andra våningen. Den renoverades 2003 men är inte öppen för besökare.
Fiat Tagliero är byggnadsminnesmärkt och ingår i Unesco världsarvet Asmara, en modernistisk stad i Afrika.